# Ministère des Finances de la République démocratique allemande
Le ministère des Finances de la République démocratique allemande (RDA) (Ministerium für Finanzen der DDR) était le ministère chargé des finances de l'État au sein du gouvernement de la RDA. Il est créé en 1949 et dissous à la réunification de cette dernière avec la République fédérale d'Allemagne (RFA), en 1990. Ses fonctions ont alors été reprises par le ministère fédéral des Finances.

## Bâtiments
De 1949 à 1959, le ministère siège dans la maison du Werderscher Markt dans le quartier de Berlin-Mitte.

## Liste des ministres
| # | Image | Nom              | Début du mandat  | Fin du mandat    | Parti |
| - | ----- | ---------------- | ---------------- | ---------------- | ----- |
| 1 |       | Hans Loch        | 1949             | 1955             | LDPD  |
| 2 |       | Willy Rumpf      | 1955             | 1966             | SED   |
| 3 |       | Siegfried Böhm   | 1966             | 1980             | SED   |
| 4 |       | Werner Schmieder | 1980             | 1981             | SED   |
| 5 |       | Ernst Höfner     | 1981             | 13 novembre 1989 | SED   |
| 6 |       | Uta Nickel       | 13 novembre 1989 | 12 avril 1990    | SED   |
| 7 |       | Walter Romberg   | 12 avril 1990    | 16 août 1990     | SDP   |
| 8 |       | Werner Skowron   | 16 août 1990     | 1990             | CDU   |